# Родионцево (Переславский район)
Родионцево — деревня в Переславском районе Ярославской области на речке Дубце. Южнее деревни железнодорожная станция Багримово на линии Москва - Ярославль.

## История
В 1400 году вотчинное село Горицкого монастыря, а в 1406 году по духовной великого князя Василия Дмитриевича дворцовое село, отказанное великой княгине Софии Витовтовне. Ещё при жизни великого князя отдано Горицкому монастырю полностью (до 1425 года) и находилось в его владении в качестве вотчины до секуляризации 1764 года. В 1764 году при секуляризации перешла в казну.

## Население
| 2007 | 2010 |
| ---- | ---- |
| 3    | ↘0   |